# Spodoptera protector
Spodoptera protector är en fjärilsart som beskrevs av De Laever 1985. Spodoptera protector ingår i släktet Spodoptera och familjen nattflyn. Inga underarter finns listade i Catalogue of Life.